# East Nassau
East Nassau es una villa situada en el municipio de Nassau, en el condado de Rensselaer, estado de Nueva York, Estados Unidos. Tiene una población estimada, a mediados de 2022, de 516 habitantes.

## Geografía
La localidad está ubicada en las coordenadas 42°30′20″N 73°30′18″O / 42.50556, -73.50500 (42.538976, -73.504976).

## Demografía
Según el censo de 2000, en ese momento los ingresos medios de los hogares de la localidad eran de $42,250 y los ingresos medios de las familias eran de $48,125. Los hombres tenían ingresos medios por $35,750 frente a los $30,893 que percibían las mujeres. Los ingresos per cápita para la localidad eran de $24,740. Alrededor del 7.9% de la población estaba por debajo de la línea de pobreza.
De acuerdo con la estimación 2017-2021 de la Oficina del Censo, los ingresos medios de los hogares de la localidad son de $54,625 y los ingresos medios de las familias eran de $108,750. Alrededor del 12.0% de la población está por debajo de la línea de pobreza.